# Mimi
|  | Denne artikel er oprettet af botten Steenthbot ud fra en ekstern database. Den kan derfor have sproglige fejl eller mangler. Denne skabelon kan fjernes efter kontrol af indholdet. |

Mimi er en dansk animationsfilm fra 2018 instrueret af Lisa Fukaya.

## Handling
Mimi har fået sin første bums. En klar, rød plet midt i ansigtet, og den er ikke til at skjule. Hun frygter at skille sig ud fra de andre piger og gør, hvad hun kan for at gå i ét med baggrunden. Men det hjælper ikke at klæde sig som dem og flette sit hår som dem. Bumsen bliver, hvor den er. Snart ser hun rødt allevegne.